# Bhantanahalli, Chincholi
Bhantanahalli là một làng thuộc tehsil Chincholi, huyện Gulbarga, bang Karnataka, Ấn Độ.